# Cohassett Beach
Cohassett Beach  est une census-designated place américaine de l'État de Washington dans le comté de Grays Harbor. 
La population était de 722 habitants en 2010.